# Виктор Густав Балк
Виктор Густаф Балк (25. април 1844. - 31. мај 1928.) је био шведски војни официр и један од чланова Међународног Олимпијског Комитета. Често је називан "Оцем шведског спорта".

## Војна каријера
Виктор Балк је рођен у граду Карлскона у Шведској и у младости је био морнар. Године 1861. се уписао на Шведску војну академију у палати Карлберг у Стокхолму као кадет шведске морнарице. После неког времена је променио свој позив и постао кадет шведске армије. Бавио се мачевањем и гимнастиком. Дуже време је био асистент на Војној академији у Карлбергу, а 1866. године је добио чин потпоручника. Године 1875. постаје поручник, а потом и капетан 1884. године.
Балкова војна каријера је скоро у потпуности била посвећена гимнастици и другим спортовима. Био је гимнастички тренер у Шведској војној школи јахања. Постао је инструктор војне гимнастике и мачевања на Краљевском институту за гимнастику 1885. године, а био је и директор института у периоду од 1907. до 1909. године. Постао је мајор шведске војске 1894. године, потом потпуковник 1900. године и пуковник 1904. године. Године 1909. прелази на резервни списак и 1914. године добија почасно унапређење у чин генерал-мајор.

## Каријера у спорту

### Спорт у Шведској
Непосредно по завршетку официрске обуке, Балк је студирао педагошки, војни и медицински курс на Шведском централном институту за гимнастику од 1866. до 1868. године и тамо остаје као професор-асистент до 1870. године. Од 1872. године се највише бавио војном, али и цивилном гимнастиком и другим спортовима примарно на институту. Као млади официр и гимнастички тренер, Балк је стекао утисак да су гимастика и други спортови ван школа и војске били веома неразвијени у Шведској у поређењу са другим државама. Решен да то промени, од 1870-их учествује у формирању неколико спортских клубова и организација и оснивању спортских часописа. Током ових година, Шведска успева да развије спорт и Балк постаје један од лидера шведског спорта.

### Међународна спортска каријера
Виктор Балк се укључује у новонастали међународни спортски покрет крајем 19. века. Постао је члан Међународног Олимпијског Комитета 1894. године, а био је и потпредседник Шведског Олимпијског Комитета од 1913. године до смрти 1928. године. Био је и један од главник организатора Нордијских игара које су одржаване од 1901. године.
Балк је 1894. године предложио Стокхолм као место одржавања Олимпијских игара. Званична пријава за организовање Олимпијских игара је стигла 1908. године и упркос Берлину као јаком кандидату, Стокхолм је изабран за домаћина Летњих Олимпијских игара 1912. године са Балком као истакнутим чланом националног организационог комитета. Био је и председник Међународне клизачке организације од 1894. до 1924. године и захваљујући његовој каријери у клизању, конструисане су "Балк клизаљке".
Као признање за његову међународну спортску каријеру, Балк је именован за почасног витеза команданта британског реда Светог Михаила и Светог Ђорђа.